# B·里弗斯·伊森二世
巴恩斯·里弗斯·伊森 （英语：'''Barnes Reeves Eason''',1914 年 11 月 19 日 - 1921 年 10 月 25 日），美国无声电影儿童演员，以其艺名'''B·里弗斯·伊森二世'''（英语：B. Reeves Eason Jr.）更为人熟知。他也被称为“环球影业最小牛仔”。他的父亲是电影导演兼演员B. 里弗斯·伊森，母亲是女演员吉姆西·梅耶。

## 去世
1921年10月25日，在哈里·凯里执导的无声西部片《狐狸》( The Fox) 戏份完成后不久，伊森在父母家外追球时被一辆卡车撞倒，一小时后伤重身亡。 此时离伊森的七岁生日只差不到一个月。他被安葬在好莱坞永远公墓，是第一批被安葬在那里的演员之一。